# Dukono
Dukono (indonez. Gunung Dukono) – czynny wulkan na wyspie Halmahera w Indonezji. Wysokość 1229 m n.p.m.; posiada wiele kraterów.
Jeden z najbardziej aktywnych wulkanów Indonezji. Erupcje notuje się od 1550 roku, kiedy to wypływająca z Dukono lawa zalała cieśninę oddzielającą Halmaherę od wulkanicznej wysepki Mamuya, powiększając na stałe powierzchnię wyspy. Ta erupcja zniszczyła ówczesne miasto Tolo. Ostatni okres wzmożonej aktywności trwa nieprzerwanie od 1933 r. Erupcje o niezbyt dużej sile połączone z emisją pyłów i lawy, trwające od kilku do kilkunastu dni notuje się przeciętnie 20 razy w roku.